# Лааксонен, Хели
Хели Паулиина Лааксонен (28 сентября 1972, Турку, Финляндия) — финская писательница, поэтесса, актриса

, переводчица

, сценаристка.

## Биография
Окончила Университет Турку со степенью магистра финской филологии, в 2000 году получила степень магистра философии.
В 1992—1999 годах продолжила учёбу в Тартуском университете в Эстонии.
Затем учительствовала в Хельсинкской школе социальных коммуникаций. В 1996—2000 годах преподавала финский язык в Хельсинкском университете. В 2001—2004 годах работала менеджером культурных проектов Laitila, с 2004 года занимается собственным бизнесом.
В 2011 году Х. Лааксонен переехала в г. Раума на юго-западе Финляндии.

## Творчество
Пишет на диалекте Раума.
Аудиокнига Х. Лааксонен «Jänes pussis», которую она сама читает, была продана в Финляндии в количестве 15 000 экземпляров.
Автор книг для детей («Semmoset ja Tommoset — Tapleti arvotus»).
Среди её интересов — эстонская поэзия. Переводила стихи, поэтов Эстонии с диалекта Выру на диалект Раума.
Ей принадлежит несколько сценариев телесериалов («Iltasatu», 2017). Снимается в телесериалах («Huomenta Suomi», «Pitääkö olla huolissaan?», «Puoli seitsemän», «Helil kyläs» и др.).
В 2009 году награждена премией Калевальской федерации женщин.

## Избранные произведения
- Maapuupäiv. 2000. ISBN 952-5194-86-8
- Pulu uis поэзия, 2000. ISBN 952-5194-33-7.
- Raparperisyrän. поэзия. Turku, 2002. ISBN 952-5194-38-8.
- Sulavoi. поэзия. Helsinki, 2006. ISBN 951-1-20697-4.
- Peippo vei. поэзия. Helsinki, 2011. ISBN 978-951-1-25006-7.
- Ilo joka elättelöö: Lauri Tähkä ja Elonkerjuu. Helsinki, 2008. ISBN 978-951-1-22531-7.
- Lukkosulaa ja lumpeenkukkia. Kaksinäytöksinen hapankomedia. Helsinki, 2008. ISBN 978-951-1-22690-1.
- Pursu, tarina- ja marinakirja. Helsinki, 2009. ISBN 978-951-1-23838-6.
- Elo ilman kirjaa on teeskentelyä. 2012. ISBN 978-952-9-29932-4.
- Aapine. Aakkossi niil ko ymmärtävä jo pualest sanast. Helsinki, 2013. ISBN 978-951-1-26782-9.
- Lähtisiks föli? . 2015. ISBN 978-951-1-29064-3.
- Sylvia, Tuija ja laulava patja. 2016.ISBN 978-952-68595-0-7.
- Ole ise! Сборник эстонской поэзии, 2017. ISBN 978-994-96042-4-1